# Accidentul de autocar din Muntenegru din 2013

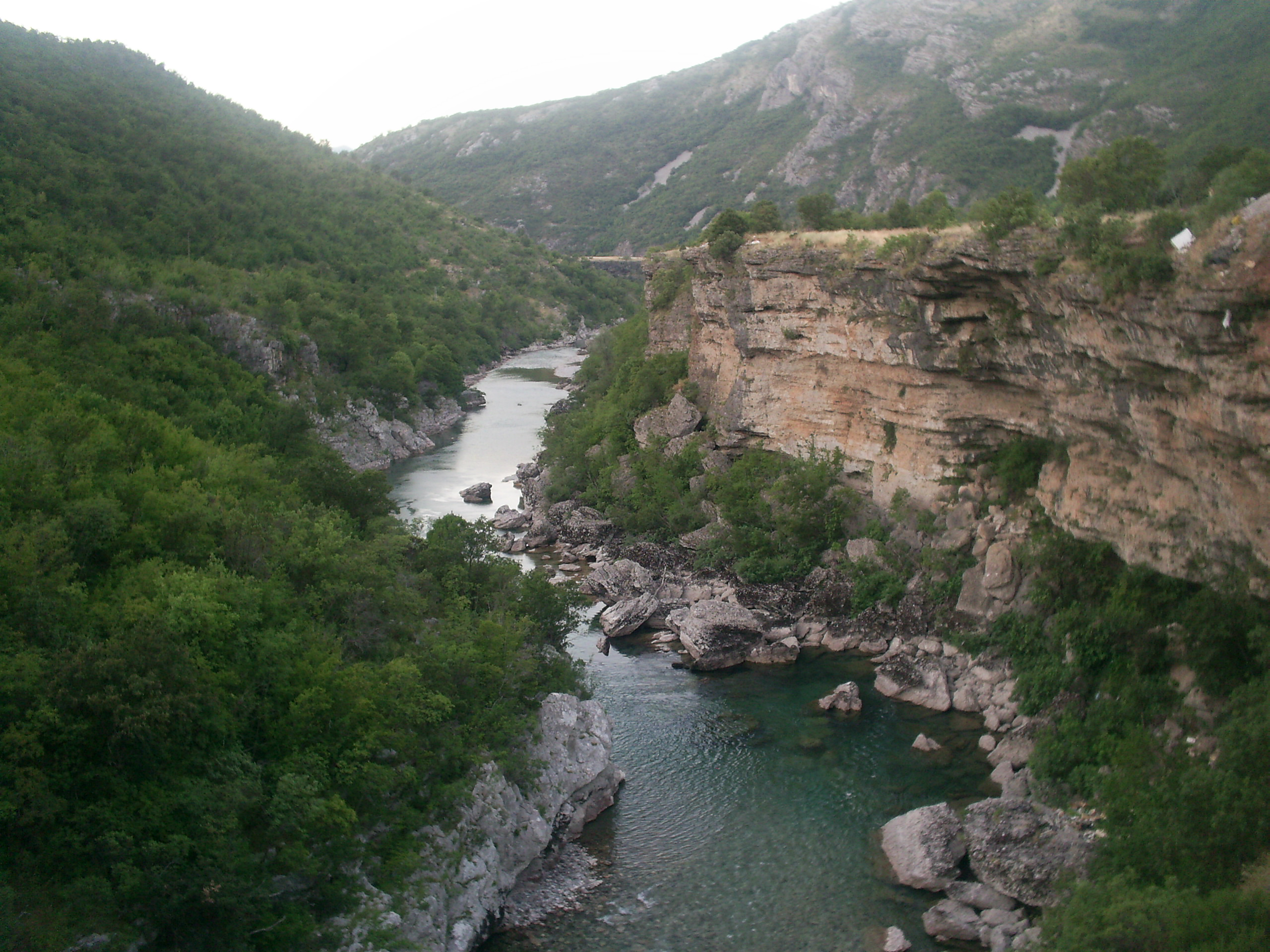
Accidentul a avut loc în defileul râului Morača

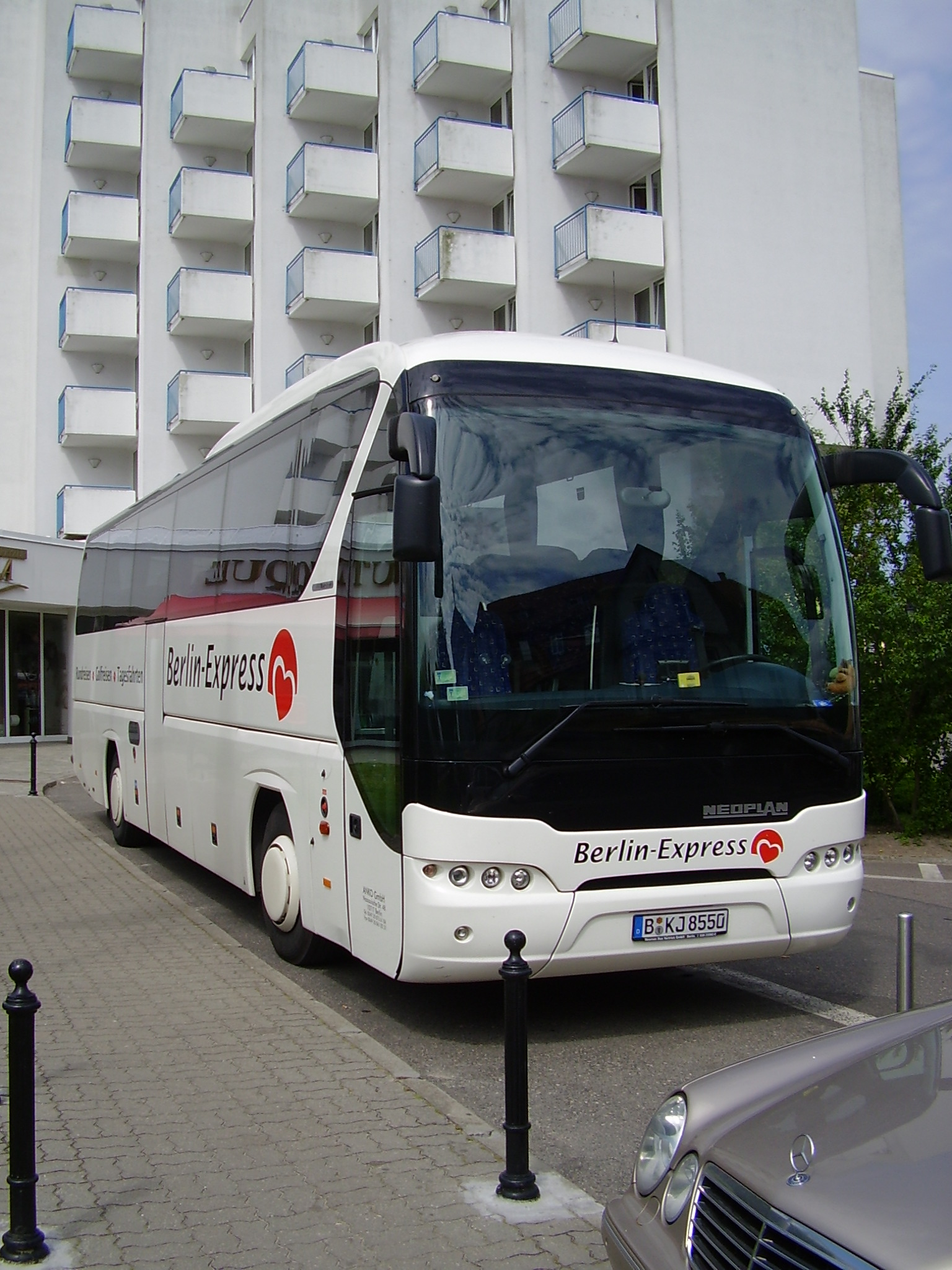
Neoplan Tourliner, modelul autocarului implicat in accident

Pe 23 iunie 2013, la ora locală 17:00, 19 români au murit și alți 28 au fost răniți într-un accident de autocar în defileul râului Morača, la Grlo, în apropiere de Podgorica, capitala statului Muntenegru. Autocarul, un Neoplan Tourliner, cu numărul de înmatriculare B 123 MMJ, aparținând companiei Gregory Tour, a derapat de pe drum, prăbușindu-se într-o râpă la aproximativ 40 m mai jos de nivelul drumului. Un copil din zonă care era pe drum în momentul accidentului a fost, de asemenea, rănit, dar nu foarte grav. Accidentul a avut loc între orele 15:00 și 16:00, la 48 km nord de Podgorica, capitala și cel mai mare oraș din Muntenegru. Toate cele 47 de persoane de la bordul autobuzului erau cetățeni români.
Călătorii aflați pe șosea au fost primii care au dat primul ajutor în accidentul din apropierea podului Grlo (gâtul), pod ce traversează Canionul Morace. Printre aceștia, o echipă de alpiniști amatori – dintre care și un medic – au organizat și coordonat acțiunea de scoatere a răniților din râpă. S-au format ad-hoc două șiruri de localnici care scoteau tărgile cu răniții, din mână în mână, pe corzile alpiniștilor.
Titus Corlățean, ministrul român de externe, și-a anulat participarea la reuniunile Consiliului Afaceri Externe și Consiliului Afacerilor Generale din Luxemburg, pentru a merge la Podgorica în vederea coordonării la fața locului a activităților echipei operative din România, în cooperare cu autoritățile din Muntenegru, pentru asistența victimelor accidentului..
Prim-ministrul Muntenegrului, Milo Đukanović, și-a exprimat condoleanțe ambasadorului român Mihail Florovici și, împreună cu ministrul de interne Raško Konjević, au vizitat răniții.
Șoferul din momentul accidentului era angajat al Direcției Generale de Poliție a Municipiului București, la Serviciul de Logistică. Acesta lucra în timpul său liber, el fiind în concediu de odihnă legal.

## Cauza
Cauza principală a accidentului a fost viteza excesivă, conform rezultatelor anchetei procurorilor muntenegreni.
Autocarul circula cu 80 km/oră pe un segment de drum unde viteza maximă admisă era de 40 km/oră.

## Reacții
- Premierul Victor Ponta a anunțat în seara zilei de 24 iunie, de la Ministerul de Externe, faptul că a decis ca ziua de miercuri 26 iunie 2013 să fie decretată zi de doliu național.[8]

- Guvernul muntenegrean a decis ca ziua de  26 iunie să fie declarată zi de doliu în memoria celor 18 cetățeni români care au murit după ce autocarul în care se aflau s-a prăbușit într-o prăpastie, pe ruta Podgorica-Kolasin.[9]